# 橘神社 (雲仙市)
橘神社（たちばなじんじゃ）は、長崎県雲仙市千々石町にある神社。

## 概要

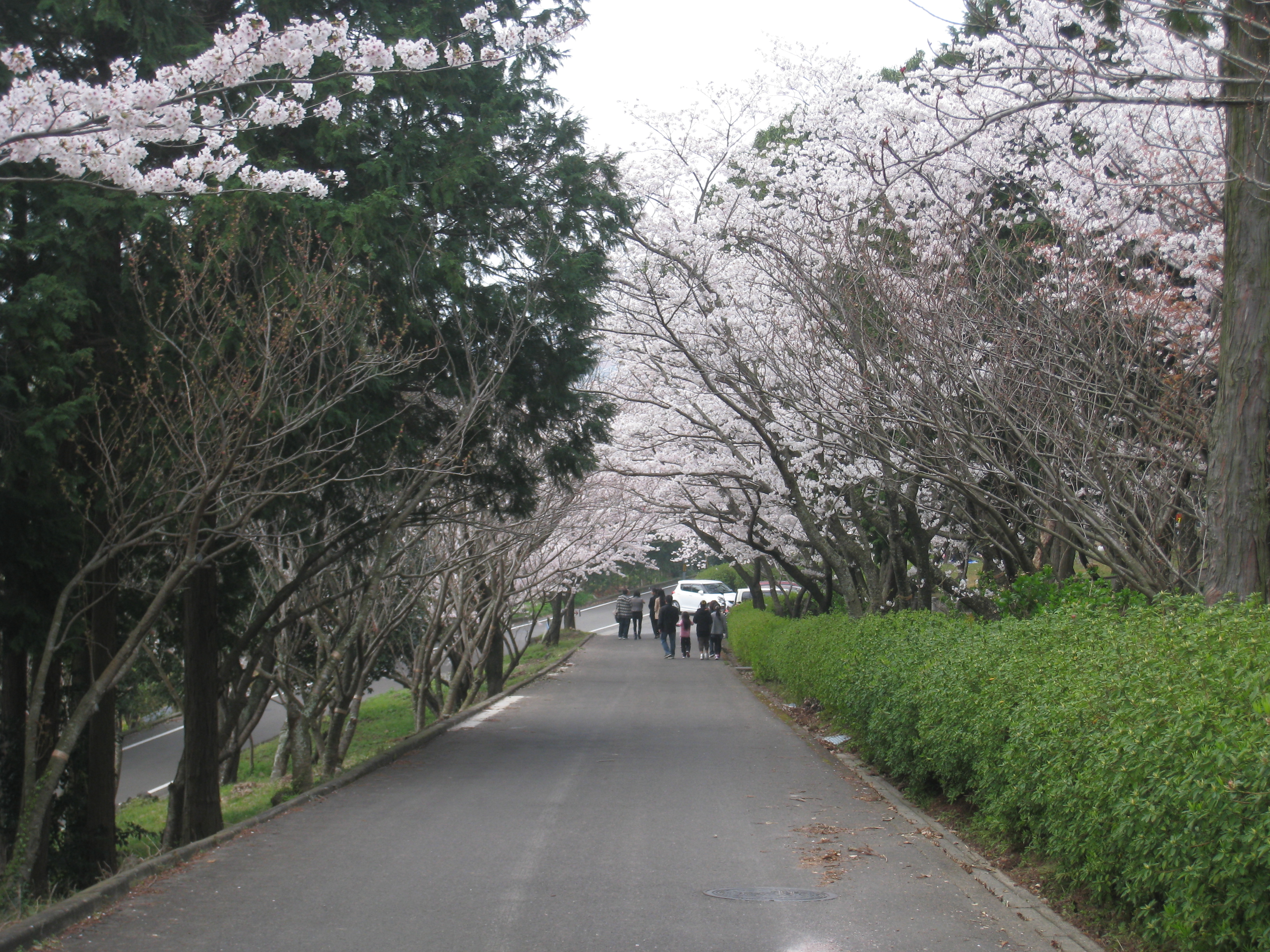
橘神社の桜並木

1940年（昭和15年）の創建。地元出身で日露戦争に従軍、遼陽会戦で首山堡高地にて戦没した橘周太陸軍中佐（没後昇進）を祀る。
国道57号に面して大鳥居があり、境内には北村西望による橘の銅像やいずれも地元出身である天正遣欧使節でローマまで赴いた千々石ミゲルと江戸時代中期の南画家釧雲泉の記念碑がある。また、境内を含む公園はサクラの名所としても知られている。
長崎県内では、諏訪神社（長崎市）に次いで二番目の正月参拝者数を誇る。神社の背後には菅原道真公を祀った天満神社がある。
毎年1月の大寒の日に近くの千々石川で寒中みそぎが行われる。

## 周辺
- 釜蓋城跡 - 神社背後にある。

## 交通
- 島原鉄道バス「橘神社前」停留所下車徒歩3分。